# Битва у каньона Йеллоу-Хаус
Битва у каньона Йеллоу-Хаус — сражение между команчским отрядом и группой охотников за бизонами, имевшее место 18 марта 1877 года в местности неподалёку от нынешнего города Лаббок (Техас). Это сражение завершило серию нападений команчей на охотников за бизонами в 1877 году, и стало последним крупным столкновением между индейцами и белыми в Техасе..

## История
В декабре 1876 года группа команчей во главе с Чёрным Конём через посредство агента по сношениям с индейцами получила разрешение на охоту в Техасе. Однако Чёрный Конь оставался недоволен тем, что размах промысловой охоты на бизонов значительно сокращает их численность, и решил стать лагерем в каньоне Йеллоу-Хаус, намереваясь убивать всех встречающихся ему промысловиков. В конце 1876 года промысловик Маршалл Сьюэлл с группой других охотников встал на стоянку в округе Гарса, в местности Кэпрок рядом с рекой Бразос. 1 февраля 1877 года Сьюэлл обнаружил в округе стадо бизонов, и по одному начал отстреливать их до тех пор, пока у него не закончились боеприпасы. На обратном пути на заимку Сьюэлла схватили команчи во главе с Чёрным Конём, пытали, сняли с него скальп, вспороли живот, а в раны воткнули обломки его ружейной треноги. Происходившее наблюдали с расстояния мили трое других охотников, сопровождавших Сьюэлла, и ещё один промысловик. Они поспешно прибыли в ближайший к месту убийства городок Рэт-Сити и доложили о нападении.
Убитый Сьюэлл пользовался уважением в городке, и поэтому вскоре собрался отряд из 40 ополченцев. Они прибыли на место убийства, похоронили тело Сьюэлла, а затем отправились по следу команчей. Произошла короткая перестрелка. После этого Чёрный Конь собрал отряд в 170 всадников и начал разорять все охотничьи заимки в округе.

## Ход сражения
4 марта из Рэт-Сити со специальной целью схватить Чёрного Коня вышел отряд под командованием Джима Уайта. В качестве проводника выступил некто Хосе, бывший команчеро из Нью-Мексико. В отряде было 26 кавалеристов; остальные ополченцы передвигались на телегах. На вторую ночь пути Уайт из-за кровоизлияния в лёгкое был вынужден вернуться в Рэт-Сити, а один из его лейтенантов, Джим Смит, был произведён в капитаны. Отряд разыскал место убийства Сьюэлла и по следу команчей отправился на запад вплоть до места к северо-западу от нынешнего Поста. Проводник сообщил, что Чёрный Конь находится в каньоне Йеллоу-Хаус. Отряд вошёл в каньон в районе озера Баффало-Спрингс, где был обнаружен и убит команчский часовой. В тот же день разведчиками был обнаружен лагерь команчей, и вечером отряд выдвинулся в его сторону, оставив провизию и телеги у водоёма.
Техасцы достигли развилки каньона 18 марта и, пойдя на запад, достигли лагеря команчей. Несмотря на вечер, было принято решение о немедленной атаке. Они разделились на три группы — две конные и одну пешую; конные двинулись по бокам каньона, в то время как пешая пошла вдоль ручья, протекавшего посередине. Приблизившись на расстояние выстрела, техасцы открыли огонь. На некоторое время, ещё не видя, насколько малая группа их атакует, команчи пришли в замешательство, однако вскоре они заняли оборонительную позицию, а женщины стойбища побежали вперёд на техасцев, стреляя из пистолетов. Не ожидавшие активного сопротивления, белые отступили назад; один охотник получил рану, позже оказавшуюся смертельной, менее тяжело ранены были несколько других охотников и команчей. Несмотря на то, что охотникам удалось отбить фланговый манёвр команчей, при неоспоримом численном превосходстве команчей им пришлось отступать обратно по каньону. Команчи подожгли траву, пытаясь создать дымовую завесу. В полдень следующего дня был отдан приказ об отступлении, и техасцы отошли к Баффало-Спрингс, в то время как за ними следовали команчи. К 27 марта отряд ополченцев возвратился в Рэт-Сити.

## Итоги
Узнав о том, что поход ополчения Рэт-Сити оказался провальным и не достиг цели, из форта Гриффин вскоре вышел отряд из 74 солдат 10-го кавалерийского полка. 4 мая отряд настиг команчей у озера Квемодо в округе Кокран и нанёс им поражение. Выжившие команчи сложили оружие и вернулись к форту Силл. Фактически битва положила конец нападениям команчей на промысловиков, занимавшихся заготовкой бизоньего мяса и шкур в Техасе.